# 일본 제국 해군의 항공대 목록
다음은 일본 제국 해군 항공대의 항공대 (Air Group)의 목록이다.

## 지명

### 외지 작전부대
- 미호 해군항공대/제701해군항공대 (I))
- 지토세 해군항공대/제703해군항공대
- 미사와 해군항공대 (I)/제705해군항공대
- 기사라즈 해군항공대/제707해군항공대
- 요코하마 해군항공대/제801해군항공대
- 도요하시 해군항공대 (I)/제701해군항공대 (II))
- 가노야 해군항공대 (I)/제751해군항공대
- 원산 해군항공대 (I)/제755해군항공대
- 다카오 해군항공대 (I)/제753해군항공대
- 도코 해군항공대/제851해군항공대
- 타이난 해군항공대 (I)/제251해군항공대

### 내지 작전부대
- 오미나토 해군항공대
- 요코스카 해군항공대
- 다테야마 해군항공대 (I)/제903 해군항공대
- 다테야마 해군항공대 (II)
- 지치지마 해군항공대
- 구시모토 해군항공대
- 구레 해군항공대
- 사에키 해군항공대
- 사세보 해군항공대/제951 해군항공대
- 마이즈루 해군항공대
- 진해 해군항공대
- 오키나와 해군항공대

### 교육훈련부대
모든 연습항공대는 1943년 12월 10일에 창설된 연습연합항공총대의 행정관리를 받았다가, 1945년 3월 1일에 제10항공함대로 넘어가면서 전투작전부대로 전환되었다.

#### 실용기
- 마쓰시마 해군항공대/옛 미야자키 해군항공대 (육상공격기)
- 쓰쿠바 해군항공대 (전투기)
- 고노이케 해군항공대 (전투기)
- 야타베 해군항공대 (II)(전투기)
- 도요하시 해군항공대 (II)(육상공격기)
- 아쓰키 해군항공대/제203 해군항공대
- 오이 해군항공대 (정찰기)
- 나고야 해군항공대 (함상공격기)
- 스즈카 해군항공대 (정찰기)
- 히메지 해군항공대 (함상공격기)
- 도쿠시마 해군항공대 (전투기)
- 고마쓰시마 해군항공대 (정찰기)
- 스쿠모 해군항공대/제453 해군항공대
- 하카타 해군항공대 (정찰기)
- 오이타 해군항공대 (전투기)
- 우사 해군항공대 (함상공격기)
- 쓰키 해군항공대 (I)/제553 해군항공대
- 오무라 해군항공대 (모든 기종)
- 미야자키 해군항공대/마쓰시마 해군항공대 (육상공격기)
- 가노야 해군항공대 (II)(육상공격기)
- 원산 해군항공대 (II)(전투기)
- 신주 해군항공대 (육상공격기)
- 다카오 해군항공대 (II)(육상공격기)
- 타이난 해군항공대 (II)
- 칭다오 해군항공대
- 상하이 해군항공대
- 하이커우 해군항공대 (전투기, 함상폭격기)
- 산야 해군항공대 (전투기)

#### 기초훈련
- 진마치 해군항공대/옛 야타베 해군항공대 (I))
- 제2고리야마 해군항공대
- 야타베 해군항공대 (I)/진마치 해군항공대
- 햐쿠리하라 해군항공대
- 가시마 해군항공대
- 기타우라 해군항공대
- 도쿄 해군항공대
- 제3오카자키 해군항공대
- 제2고와 해군항공대
- 오쓰 해군항공대
- 야마토 해군항공대/옛 제2미호 해군항공대
- 간노지 해군항공대/옛 고쿠분 해군항공대
- 다쿠마 해군항공대
- 고치 해군항공대
- 니시조 해군항공대
- 히메지 해군항공대
- 후쿠야마 해군항공대
- 이와쿠니 해군항공대 (I)
- 쓰키 해군항공대 (II)
- 이사하야 해군항공대
- 다쿠마 해군항공대/아마쿠사 해군항공대
- 고쿠분 해군항공대/간노지 해군항공대
- 제1이즈미 해군항공대/광주 해군항공대
- 미네야마 해군항공대
- 제2미호 해군항공대/야마토 해군항공대
- 오무라 해군항공대/부산 해군항공대
- 이즈미 해군항공대/광주 해군항공대/옛 제1이즈미 해군항공대
- 제2다카오 해군항공대
- 고비 해군항공대
- 오류 해군항공대

#### 정비
- 제1고리야마 해군항공대 (기체)
- 가토리 해군항공대 (기체)
- 스노사키 해군항공대 (병기)
- 오파마 해군항공대 (기체)
- 사가미노 해군항공대 (기체)
- 제2사가미노 해군항공대 (기체)
- 다우라 해군항공대 (병기)
- 후지사와 해군항공대 (무선)
- 제1오카자키 해군항공대 (기체)
- 제2오카자키 해군항공대 (기체)
- 제1고와 해군항공대 (기체)
- 히토요시 해군항공대 (기체)
- 제2이즈미 해군항공대 (기체)
- 구시라 해군항공대 (기체)
- 다루미 해군항공대 (병기)

#### 예비항공장교
- 미사와 해군항공대 (II)
- 가스미가우라 해군항공대
- 쓰치우라 해군항공대
- 시미즈 해군항공대
- 미에 해군항공대
- 시가 해군항공대 (갑비, 비행 전수)
- 니시노미야 해군항공대
- 다카라즈카 해군항공대
- 나라 해군항공대
- 고야산 해군항공대
- 구라시키 해군항공대
- 우라도 해군항공대
- 이와쿠니 해군항공대 (II)
- 마쓰야마 해군항공대
- 우와지마 해군항공대
- 후쿠오카 해군항공대
- 고후지 해군항공대
- 가고시마 해군항공대
- 제1미호 해군항공대
- 고마쓰 해군항공대
- 세토 해군항공대

### 기지요원부대
다음은 기지부대인 을(乙)종 항공대의 목록이다.
- 호쿠토 해군항공대
- 오카 해군항공대
- 간토 해군항공대
- 난포 군도 해군항공대
- 도카이 해군항공대
- 긴키 해군항공대
- 산인 해군항공대
- 우치카이 해군항공대
- 사이카이 해군항공대
- 규슈 해군항공대
- 난세이 군도 해군항공대
- 타이완 해군항공대; 1945년 6월 15일, 남북으로 분할됨.
  - 타이베이 해군항공대
  - 타이난 해군항공대
- 조선 해군항공대
- 중지나 해군항공대
- 필리핀 해군항공대; 1944년 11월 15일, 중남북으로 분할됨.
  - 북필리핀 해군항공대
  - 중필리핀 해군항공대
  - 남필리핀 해군항공대
- 마리아나 해군항공대
- 동캐롤라인 해군항공대
- 서캐롤라인 해군항공대
- 인도차이나 해군항공대
- 말레이 해군항공대
- 고호쿠 해군항공대 (오스트레일리아 북부)
- 동인 해군항공대 (네덜란드령 동인도)

## 서수

### 특설항공대
중일 전쟁이 발발한 1937년부터 1942년 11월 1일까지 있었던 특설부대로, 이후 해체되거나 3자리 번호로 바뀌었다.
- 제1항공대/제752해군항공대
- 제2항공대/제582해군항공대
- 제3항공대/제202해군항공대
- 제4항공대/제702해군항공대
- 제5항공대/제452해군항공대
- 제6항공대/제204해군항공대
- 제312항공대/제7항공대/제16항공대 (II))
- 제312항공대/제8항공대/제18항공대
- 제11항공대
- 제12항공대
- 제13항공대
- 제14항공대/제802해군항공대
- 제15항공대 (I)(II)/원산 해군항공대 (I)
- 제212항공대 (I)
- 제16항공대 (II)/옛 제7항공대
- 제17항공대
- 제18항공대/옛 제8항공대
- 제19항공대/제952해군항공대
- 제211항공대 (I)/
- 제211항공대 (II)/옛 제312항공대 (I) / 제902해군항공대
- 제212항공대
- 제213항공대
- 제311항공대/제954해군항공대
- 제312항공대/제211항공대 (II)
- 제313항공대/제932해군항공대
- 제315항공대/제956해군항공대
- 제316항공대/제934해군항공대
- 제41항공대/제936해군항공대

### 2자리
- 제11해군항공대
- 제12해군항공대
- 제13해군항공대
- 제31해군항공대
- 제32해군항공대

### 100번대: 육상정찰기 및 야간전투기
- 제121해군항공대
- 제131해군항공대
- 제132해군항공대
- 제133해군항공대
- 제141해군항공대
- 제151해군항공대
- 제153해군항공대
- 제171해군항공대

### 200번대: 함상전투기
- 제201해군항공대
- 제202해군항공대/옛 제3항공대
- 제203해군항공대/옛 아쓰키 해군항공대
- 제204해군항공대/옛 제6항공대
- 제205해군항공대
- 제210해군항공대
- 제221해군항공대
- 제251해군항공대/옛 타이난 해군항공대 (I)
- 제252해군항공대
- 제253해군항공대
- 제254해군항공대
- 제256해군항공대
- 제261해군항공대
- 제263해군항공대
- 제265해군항공대
- 제281해군항공대

### 300번대: 국지전투기
- 제301해군항공대
- 제302해군항공대
- 제312해군항공대
- 제321해군항공대
- 제322해군항공대
- 제331해군항공대
- 제332해군항공대
- 제341해군항공대
- 제343해군항공대 (I)
- 제343해군항공대 (II)
- 제345해군항공대
- 제352해군항공대
- 제361해군항공대
- 제381해군항공대

### 400번대: 수상기정찰기/전투기
- 제452해군항공대/옛 제5항공대
- 제453해군항공대/옛 스쿠모 해군항공대

### 500번대: 함상(폭격기, 공격기)
- 제501해군항공대
- 제502해군항공대
- 제503해군항공대
- 제521해군항공대
- 제522해군항공대
- 제523해군항공대
- 제524해군항공대
- 제531해군항공대
- 제541해군항공대
- 제551해군항공대
- 제552해군항공대
- 제553해군항공대/옛 쓰키 해군항공대 (I))
- 제582해군항공대/옛 제2항공대

### 600번대: 항공모함, 항공전함, 잠수함 함상기, 함재기
- 제601해군항공대
- 제631해군항공대
- 제634해군항공대
- 제652해군항공대
- 제653해군항공대

### 700번대: 육상(공격기/폭격기)
- 제701해군항공대 (I)/옛 미호 해군항공대
- 제701해군항공대 (II)/옛 도요하시 해군항공대 (I)
- 제702해군항공대/옛 제4항공대
- 제703해군항공대/옛 지토세 해군항공대
- 제705해군항공대/옛 미사와 해군항공대 (I))
- 제706해군항공대
- 제707해군항공대/옛 기사라즈 해군항공대
- 제721해군항공대
- 제722해군항공대
- 제723해군항공대 (사이운)
- 제724해군항공대 (다치바나)
- 제725해군항공대
- 제732해군항공대
- 제751해군항공대/옛 가노야 해군항공대
- 제752해군항공대/옛 제1항공대
- 제753해군항공대/옛 다카오 해군항공대
- 제755해군항공대/옛 원산 해군항공대 (I))
- 제761해군항공대
- 제762해군항공대
- 제763해군항공대
- 제765해군항공대

### 800번대: 비행정
- 제801해군항공대/옛 요코하마 해군항공대
- 제802해군항공대/옛 제14항공대 (II)
- 제851해군항공대/옛 도코 해군항공대

### 900번대: 해상호위초계
- 제901해군항공대
- 제902해군항공대/옛 제211항공대 (II)
- 제903해군항공대/옛 다테야마 해군항공대
- 제931해군항공대
- 제932해군항공대/옛 제313항공대
- 제933해군항공대
- 제934해군항공대/옛 제316항공대
- 제936해군항공대/옛 제41항공대
- 제938해군항공대
- 제951해군항공대/옛 사세보 해군항공대
- 제952해군항공대/옛 제19항공대
- 제953해군항공대
- 제954해군항공대/옛 제311항공대 (I)
- 제955해군항공대
- 제956해군항공대/옛 제315항공대
- 제958해군항공대

### 1000번대: 수송기
- 제1001해군항공대
- 제1021해군항공대
- 제1022해군항공대
- 제1023해군항공대
- 제1081해군항공대

## 항공모함 부대
1944년 2월 15일에 항공모함 별로 분리되어 있던 비행기대는 모두 해체되고, 해군항공대로 나누어지는 것으로 정리되었다.
수상기모함은 1943년 10월 1일, 기미카와마루, 구니카와마루, 산요마루가 특설수송함으로 전환되는 것으로 수상기 비행기대는 사라졌다.
| - 항공모함 - 호쇼 비행기대 - 아카기 비행기대 - 가가 비행기대 - 류조 비행기대 - 히류 비행기대 - 소류 비행기대 - 쇼카쿠 비행기대 - 즈이카쿠 비행기대 - 쇼호 비행기대 - 즈이호 비행기대 - 히요 비행기대 - 류호 비행기대 - 특설항공모함 - 준요 비행기대 - 가스가마루/다이요 비행기대 - 야하타마루/운요 비행기대 | - 수상기모함 - 와카미야 비행기대 - 노토로 비행기대 - 가모이 비행기대 - 지토세 비행기대 - 지요다 비행기대 - 미즈호 비행기대 - 닛신 비행기대 - 특설수상기모함 - 가미카와마루 비행기대 - 기요카와마루 비행기대 - 기미카와마루 비행기대 - 구니카와마루 비행기대 - 사가라마루 비행기대 - 가구마루 비행기대 - 산요마루 비행기대 - 사누키마루 비행기대 - 기누가사마루 비행기대 |

## 같이 보기
- 일본 제국 해군 함정 목록
- 일본 제국 해군의 부대 목록
  - 일본 제국 해군의 함대 목록
- 일본 제국 해군 항공대의 부대 목록
  - 항공함대
  - 항공전대
  - 항공대
  - 특별공격대